# Анеи
Анеи (安寧天皇 Annei-tennō) је трећи званични владар Јапана. Познат је и под називом Шикицухикотаматемо но Микото и део је митолошких царева који су владали Јапаном.
Сматра се да је владао од 549. до 511. године п. н. е. пред крај Џомон периода.

## О владару
Данашњи истраживачи сумњају у постојаност девет царева Јапана, укључујући и Анеија, па их класификују у тз. митолошке цареве, све до Суџина након чега долазе владари са чвршћим доказима постојања. Име „Анеи“ је постхумно име које се јапанском обичају додељује после смрти. Пошто нема пуно сачуваних информација, мало тога се зна о њему.
У записима Коџики и Нихон шоки остало је сачувано име и генеалогија владара. Иако нема јачих доказа да је овај владар заиста владао, Јапанци су традиционално прихватили његово постојање одржавајући место које се сматра његовим гробом (царски мисасаги). Због тога се Анеи сматра делом митолошких владара јер је његово постојање, које се помиње у списима легенди, дискутабилно.
Анеи је био најстарији син (или једини син) цара Суизеија. Пре него што је наследио трон био је познат као принц Шикицу-хико Татетеми.
Џиен, јапански песник, писац и будистички монах из 12. века оставио је запис да је Анеи владао из палате „Укено но Мија“ у Каташиру у провинцији Кавачи (касније провинција Јамато, данашња Нара).
Посмртно име цара у преводу значи „стабилно спокојство“. Ипак сугерише се да је то име изведено из кинеске форме и може се повезати са будизмом који је касније дошао у Јапан, што говори да је тај назив додељен доста касније, вероватно у време када је Коџики написан.
Право место где је сахрањен цар Анеи ни данас није познато па се уместо тога традиционално поштује у шинтоистичком храму (мисасаги) у Нари. Тамо је и његов званични маузолејум Унеби-јама но хицуђисару Миходо но и но е но но мисасаги но ока но е но мисасаги.